# Samuel Henley
Samuel Henley, född 25 juli 1993, är en kanadensisk före detta professionell ishockeyforward. Han spelade som prospect för Colorado Avalanche i National Hockey League (NHL).
Henley blev aldrig draftad av någon NHL-organisation.

## Statistik

### Klubbkarriär
| 2008–09    | Amos Forestiers     | QMAAA      | 13 | 1  | 4  | 5  | 2  | 6  | 1 | 2  | 3  | 0  |
| 2009–10    | Lewiston MAINEiacs  | QMJHL      | 63 | 4  | 9  | 13 | 22 | 4  | 0 | 1  | 1  | 2  |
| 2010–11    | Lewiston MAINEiacs  | QMJHL      | 64 | 13 | 18 | 31 | 37 | 15 | 0 | 2  | 2  | 4  |
| 2011–12    | Val-d'Or Foreurs    | QMJHL      | 63 | 13 | 14 | 27 | 71 | 4  | 1 | 2  | 3  | 9  |
| 2012–13    | Val-d'Or Foreurs    | QMJHL      | 58 | 22 | 23 | 45 | 59 | 10 | 1 | 2  | 3  | 6  |
| 2013–14    | Val-d'Or Foreurs    | QMJHL      | 51 | 30 | 39 | 69 | 42 | 24 | 8 | 20 | 28 | 25 |
| 2014–15    | Lake Erie Monsters  | AHL        | 56 | 6  | 4  | 10 | 47 | —  | — | —  | —  | —  |
| 2015–16    | San Antonio Rampage | AHL        | 74 | 8  | 7  | 15 | 51 | —  | — | —  | —  | —  |
| 2016–17    | San Antonio Rampage | AHL        | 55 | 3  | 6  | 9  | 39 | —  | — | —  | —  | —  |
| 2016–17    | Colorado Avalanche  | NHL        | 1  | 1  | 0  | 1  | 2  | —  | — | —  | —  | —  |
| NHL totalt | NHL totalt          | NHL totalt | 1  | 1  | 0  | 1  | 2  | —  | — | —  | —  | —  |

### Internationellt
| År            | Lag           | Turnering     | Resultat      |   | Matcher | Mål | Assist | Poäng | Utv |
| ------------- | ------------- | ------------- | ------------- | - | ------- | --- | ------ | ----- | --- |
| 2010          | Canada Quebec | U17           | 6:a           | 5 | 1       | 0   | 1      | 14    |     |
| Junior totalt | Junior totalt | Junior totalt | Junior totalt | 5 | 1       | 0   | 1      | 14    |     |